# Célia Cortez
Muguette Villatte dite Célia Cortez, née le 27 juillet 1921 à Brive-la-Gaillarde et morte le 9 mars 2000 à Boulogne-Billancourt, est une actrice française.

## Filmographie
- 1945 : Falbalas de Jacques Becker
- 1946 : Monsieur Grégoire s'évade de Jacques Daniel-Norman
- 1947 : Carré de valets d'André Berthomieu
- 1948 : La Révoltée de Marcel L'Herbier
- 1949 : Le Parfum de la dame en noir de Louis Daquin
- 1949 : Vient de paraître de Jacques Houssin
- 1951 : Identité judiciaire d'Hervé Bromberger
- 1953 : Le Petit Jacques de Robert Bibal
- 1953 : Gamin de Paris de Georges Jaffé
- 1954 : Opération Tonnerre de Gérard Sandoz
- 1954 : Crime au concert Mayol de Pierre Méré
- 1956 : Alerte aux Canaries d'André Roy
- 1957 : La Blonde des tropiques d'André Roy